# Státní plavební správa
Státní plavební správa (SPS) je správní úřad České republiky se sídlem v Praze, který je podřízen Ministerstvu dopravy ČR. Je organizační složkou státu. Zřízena byla zákonem č. 114/1995 Sb. ke dni 1. října 1995, čímž nahradila dřívější Státní plavební správu v Praze.
Vykonává státní správu a státní dozor při provozování plavby na vnitrozemských vodních cestách v Česku ve věcech stanovených zákonem č. 114/1995 Sb., o vnitrozemské plavbě ve znění pozdějších předpisů, jakož i zákonem č. 254/2001 Sb., o vodách a o změně některých zákonů (vodní zákon), a jejich prováděcími předpisy.
Státní plavební správa jako oficiální producent plavebních map pro Českou republiku distribuuje mapy Inland ECDIS pro labsko-vltavskou vodní cestu.

## Vydávaná osvědčení
Statní plavební správa vydává, kromě jiného, osvědčení opravňující jejího držitele k vedení obsluhování a provozování plavidel.
Jedná se o:
- Průkaz vůdce malého plavidla
- Průkaz způsobilosti k vedení námořní jachty

## Organizační členění
Ředitelství Státní plavební správy sídlí v pražských Holešovicích v areálu tamního přístavu. Pobočky má v Praze (územní působnost: Hlavní město Praha, Středočeský kraj, Jihočeský kraj, Plzeňský kraj, Pardubický kraj), Děčíně (územní působnost: Karlovarský kraj, Ústecký kraj, Liberecký kraj, Královéhradecký kraj) a v Přerově (územní působnost: Kraj Vysočina, Jihomoravský kraj, Olomoucký kraj, Moravskoslezský kraj, Zlínský kraj).

## Vedení
V čele Státní plavební správy stojí ředitel.
| Č. | Jméno            | Od            | Do             | Poznámka        |
| -- | ---------------- | ------------- | -------------- | --------------- |
| 1. | Luděk Cidlina    | 1995          | 2012           |                 |
| 2. | Jaromír Kalousek | 2012          | 25. srpna 2014 |                 |
| –  | Václav Novák     | 2014          | 3. ledna 2016  | pověřen řízením |
| 3. | Klára Němcová    | 4. ledna 2016 | dosud          |                 |